# 히라누마 다케오

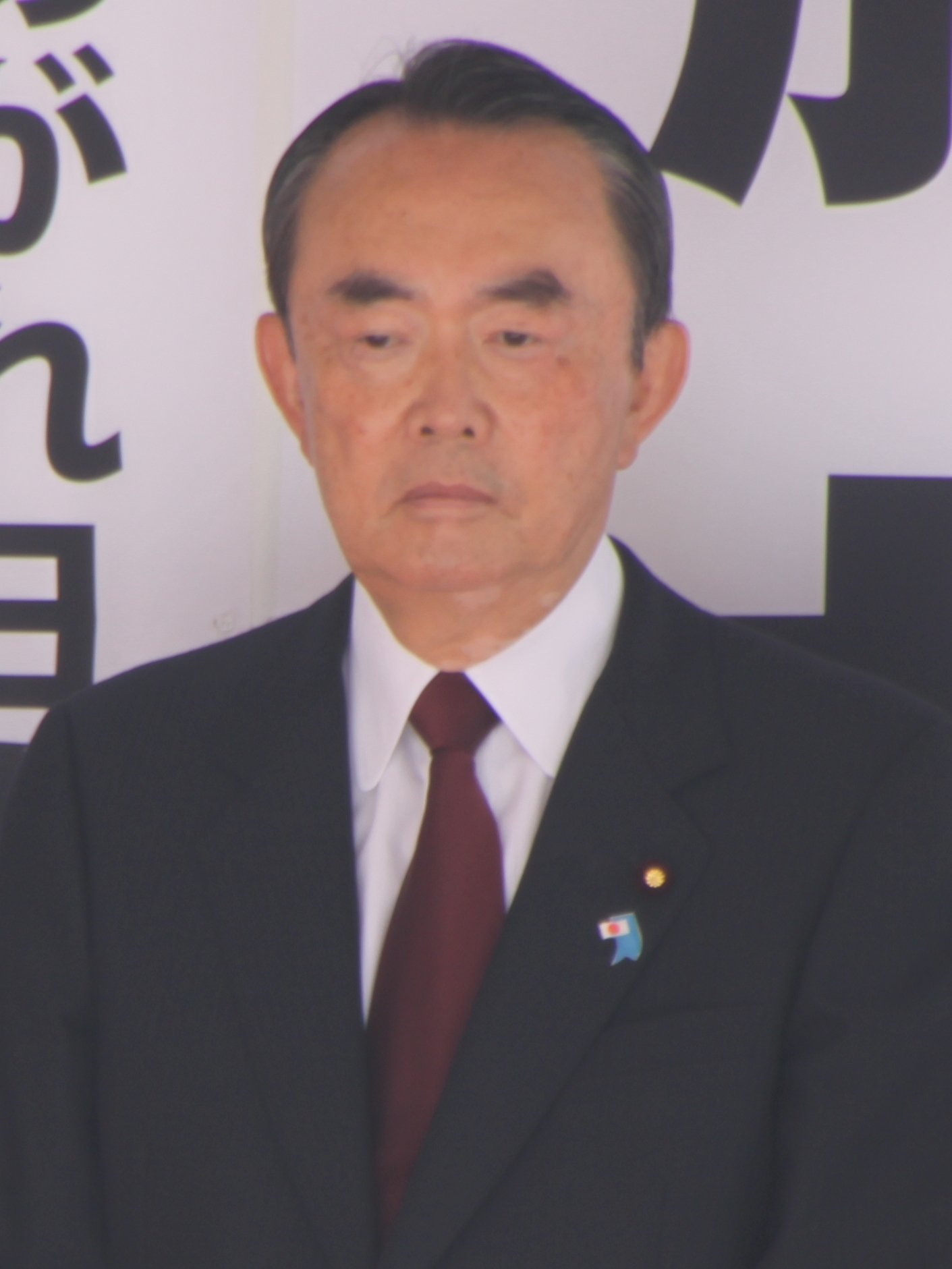
히라누마 다케오

히라누마 다케오(平沼赳夫)는 일본의 정치인이다. 중의원의원. 일어나라 일본의 대표였으며 경제산업대신 등을 지냈다.